# 구라마타 히사오
구라마타 히사오(일본어: 倉又 寿雄, 1958년 12월 1일 ~ )는 일본의 전 축구 선수, 감독이다.

## 구단 경력
1981년부터 1992년까지 일본 사커 리그의 NKK에서 뛰었다.

## 지도자 경력
은퇴 후에는 NKK의 코치를 거쳐, 1994년 도쿄 가스(FC 도쿄)의 감독으로 취임하였다. 2006년 FC 도쿄에서 감독을 맡았다.